# Kopułka łąkowa

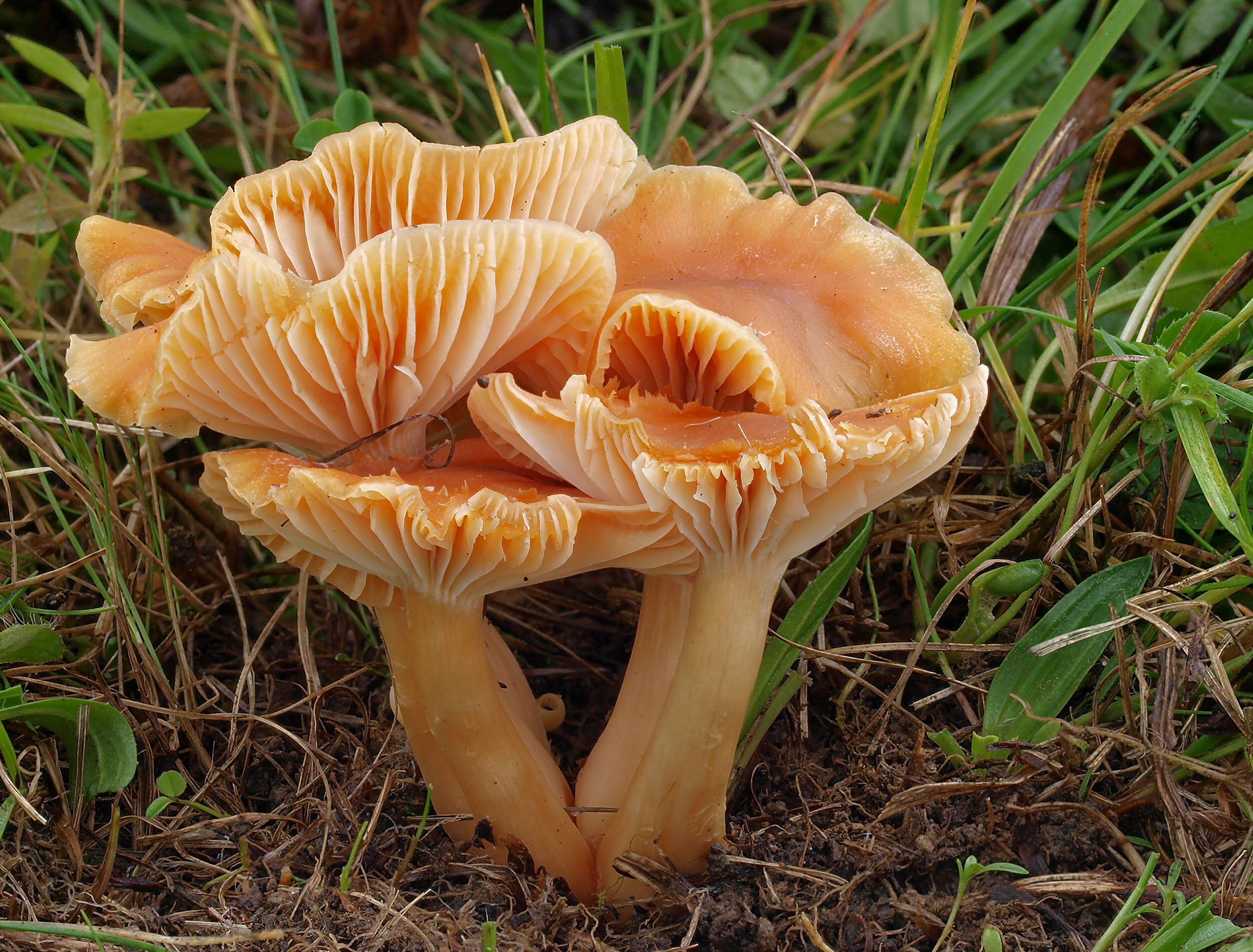
Pofalowane kapelusze dojrzałych owocników.

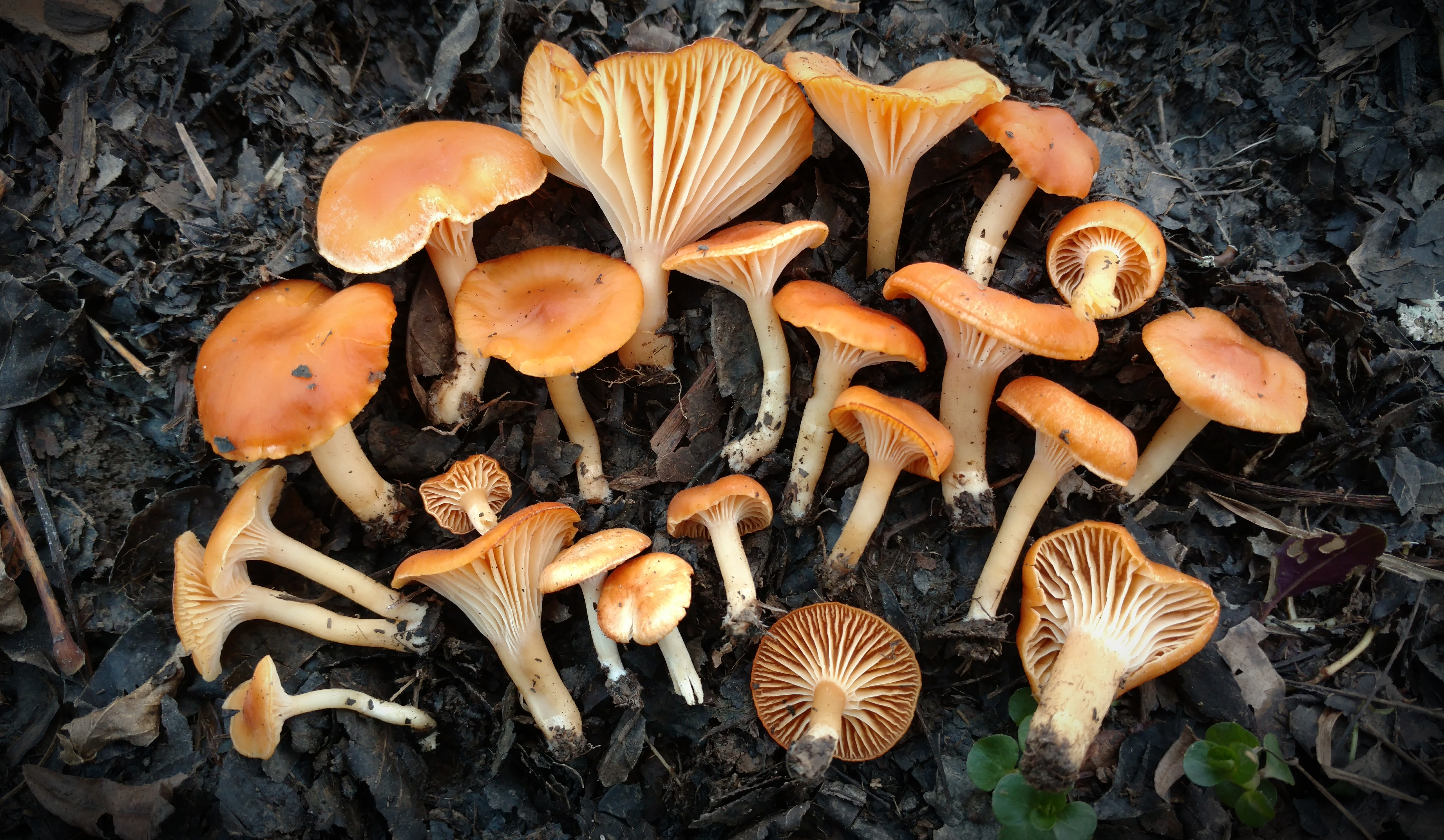
Owocniki w różnym wieku.

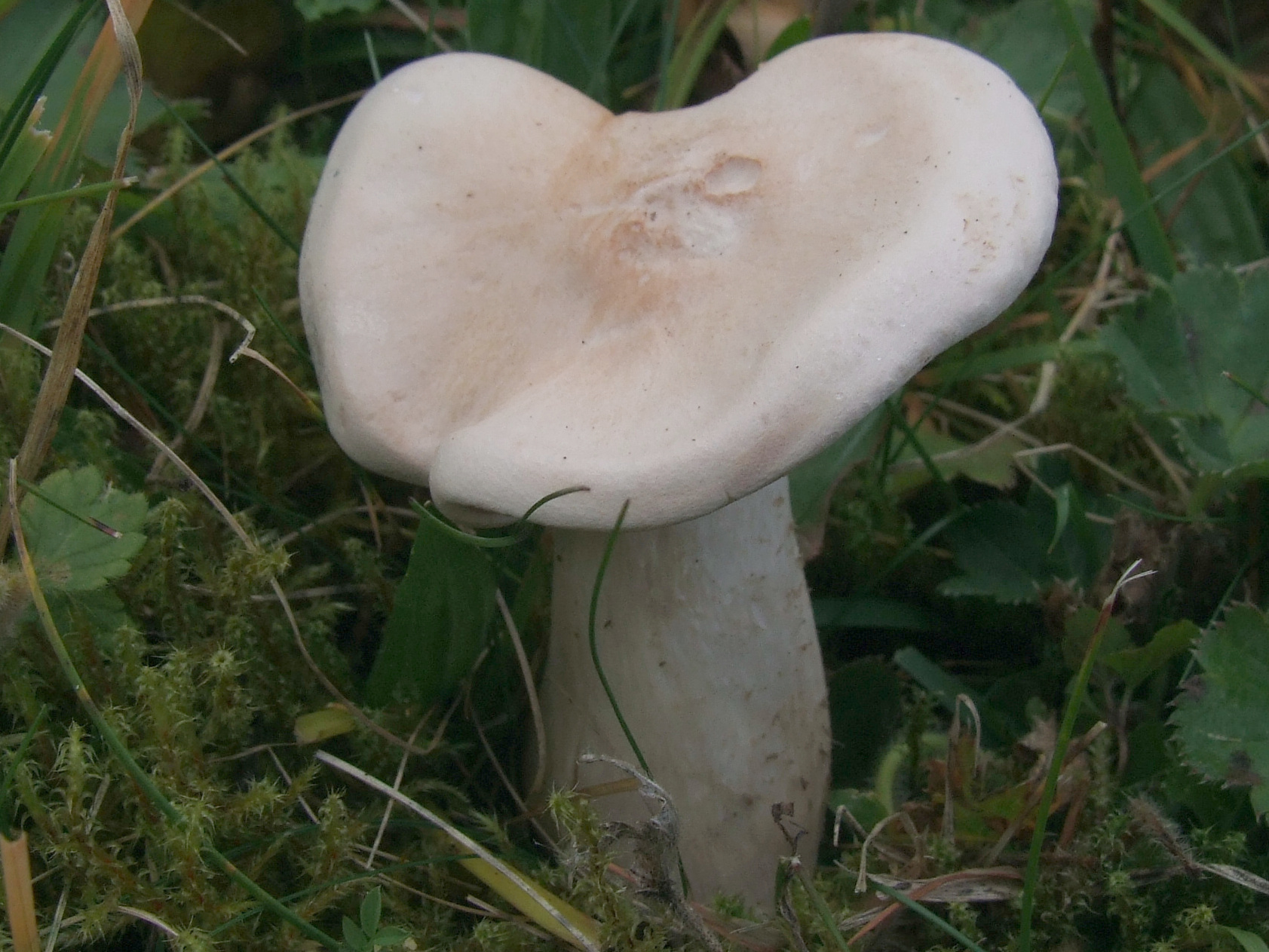
Cuphophyllus pratensis var. pallida

Kopułka łąkowa (Cuphophyllus pratensis (Pers.) Bon) – gatunek grzybów z rodziny wodnichowatych (Hygrophoraceae).

## Systematyka i nazewnictwo
Pozycja w klasyfikacji według Index Fungorum: Cuphophyllus, Hygrophoraceae, Agaricales, Agaricomycetidae, Agaricomycetes, Agaricomycotina, Basidiomycota, Fungi.
Po raz pierwszy takson ten opisał w 1801 r. Christiaan Hendrik Persoon, nadając mu nazwę Agaricus pratensis. Obecną, uznaną przez Index Fungorum nazwę nadał mu w 1984 r. Marcel Bon, przenosząc go do rodzaju Cuphophyllus.
Synonimów naukowych jest ponad 70. Niektóre z nich:

- Agaricus pratensis Fr. 1818
- Camarophyllus pratensis (Fr.) P. Kumm. 1871
- Hygrocybe pratensis (Fr.) Murrill 1914
- Hygrophorus pratensis (Fr.) Fr. 1836

Polską nazwę podali Barbara Gumińska i Władysław Wojewoda w 1968 r. Niektóre atlasy podawały nazwę wilgotnica łąkowa. Obydwie te nazwy polskie są jednak niespójne z aktualną nazwą naukową, według Index Fungorum gatunek ten bowiem nie należy już ani do rodzaju Camarophyllus (kopułek), ani Hygrocybe (wilgotnica), lecz do rodzaju Cuphophyllus. W 2024 r. Komisja ds. Polskiego Nazewnictwa Grzybów przy Polskim Towarzystwie Mykologicznym nadała mu polską nazwę.

## Morfologia
Kapelusz
Średnica od 2 do 12 cm, młody jest wypukły, następnie wypukły do płaskiego, a u starszych owocników wklęsły. Jego powierzchnia jest falista, a pośrodku znajduje się niewielki, tępy grabek. Skórka jest gładka, sucha i matowa. Cuphophyllus pratensis ma kapelusz w różnych odcieniach żółtego i pomarańczowego, natomiast u odmiany Cuphophyllus pratensis var. pallida kapelusz jest jasny, w kolorach od białego do jasnokremowego.
Blaszki
Szerokie, rzadkie, dość daleko zbiegające po trzonie, ostrze gładkie, kolor nieco jaśniejszy od kapelusza.
Trzon
Wysokość od 2,5 do 5,5 cm, średnica od 6 do 12 mm, cylindryczny, zwężony ku podstawie, powierzchnia sucha, gładka, podłużnie włókienkowata. Pełny, elastyczny, kolor – jak w kapeluszu lub nieco jaśniejszy.
Miąższ
Gruby w centrum kapelusza, wąski ku jego brzegom, kremowopomarańczowy, soczysty. Smak łagodny, zapach delikatny, niemal niewyczuwalny.
Wysyp zarodników
Biały. Zarodniki elipsoidalne, gładkie. Rozmiar 6-7 × 4–5 μm.
Gatunki podobne
Najbardziej jest podobny tzw. kopułka śnieżna (Cuphophyllus virgineus), ale jest mniejsza i bardziej delikatna. Podobna jest też wodnicha gajowa (Hygrophorus nemoreus), wyrastająca w lasach liściastych (dąb). Kapelusz ma ciemniej brązowo zabarwiony, biały miąższ.

## Występowanie i siedlisko
Najwięcej stanowisk opisano w Europie, ale notowany jest w wielu kontynentach: w Ameryce Północnej, Środkowej i Południowej, w Azji i na Nowej Zelandii. Dość pospolity jest w Alpach, w Niemczech podlega ochronie. W Polsce gatunek rzadki. Znajduje się na Czerwonej liście roślin i grzybów Polski. Ma status R – gatunek potencjalnie zagrożony z powodu ograniczonego zasięgu geograficznego i małych obszarów siedliskowych.
Naziemny grzyb saprotroficzny. Owocniki wytwarza od sierpnia do końca listopada, wyrastają one pojedynczo lub w grupach, w trawie, na pastwiskach, na łąkach i przy brzegach lasów. Rośnie zarówno na glebach kwaśnych, jak i zasadowych. W Europie Środkowej jest to jeszcze dość częsty gatunek, gdzie indziej rzadki. Częściej występuje na pogórzu i w górach.

## Znaczenie
Grzyb jadalny. Jest bardzo smaczny i można go przyrządzić na różne sposoby z przeznaczeniem do bezpośredniego spożycia.